# Steven Bratman
Steven Bratman – amerykański lekarz, który wprowadził termin ortoreksji.
Autor książki „W szponach zdrowej żywności”. Książka napisana na podstawie własnych doświadczeń. Jako dziecko lekarz był alergikiem. Radykalna dieta spowodowała, że coraz bardziej bał się jedzenia co systematycznie sprawiło, że zaczął unikać niektórych produktów, które wydawały mu się toksyczne czy też szkodliwe dla niego. Pracował nad stworzeniem diety cud dzięki, której człowiek zachowa młodość i nie będzie chorował.